# Liste der Listen von Synagogen
Diese  Liste enthält  Listen von Synagogen.

## Regional

### Deutschland

#### Bestehende Synagogen
- Liste der Synagogen in Deutschland

Hamburg
- Liste der Synagogen in Hamburg

Hessen
- Liste der Synagogen in Hessen

Mecklenburg-Vorpommern
- Liste der Synagogen in Mecklenburg-Vorpommern

Nordrhein-Westfalen
- Liste der Synagogen und Bethäuser im Kreis Düren

Sachsen
- Synagogen in Dresden
- Synagogen in Leipzig

Thüringen
- Liste der Synagogen in Thüringen

#### Ehemalige Synagogen
- Liste der im Deutschen Reich von 1933 bis 1945 zerstörten Synagogen

- Liste der Synagogen in Hamburg
- Liste alter Synagogen in Hessen
- Liste der Synagogen in Mecklenburg-Vorpommern
- Liste alter Synagogen in Niedersachsen
  - Liste der ehemaligen ostfriesischen Synagogen
- Liste alter Synagogen in Nordrhein-Westfalen
  - Liste der Synagogen und Bethäuser im Kreis Düren
  - Ehemalige Synagogen (Unna)
  - Liste ehemaliger Synagogen im Westerwald
- Liste ehemaliger Synagogen in der Pfalz
- Sachsen
  - Synagogen in Dresden
  - Synagogen in Leipzig
- Liste alter Synagogen in Schleswig-Holstein
- Liste der Synagogen in Thüringen

Historische deutsche Gebiete
- Liste der Synagogen in Oberschlesien
- Liste der Synagogen in Danzig

### Weitere europäische Länder
- Liste von Synagogen in Bosnien und Herzegowina
- Liste von Synagogen in Bulgarien
- Liste der Synagogen in Italien
- Liste von Synagogen in Kroatien
- Liste von Synagogen in Litauen
- Liste von Synagogen in Österreich
  - Liste jüdischer Andachtsstätten in Wien
- Liste von Synagogen in Polen
  - Liste der Synagogen in Oberschlesien
  - Liste der Synagogen in Danzig
- Liste von Synagogen in Rumänien
- Liste von Synagogen in der Schweiz
- Liste von Synagogen in der Slowakei
  - Liste zerstörter Synagogen in der Slowakei
- Liste von Synagogen in Tschechien
- Liste von Synagogen in der Ukraine
- Liste von Synagogen in Ungarn
  - Liste der Synagogen in Budapest
- Liste von Synagogen in Weißrussland

- Liste der zerstörten Synagogen in den vom Deutschen Reich 1938 bis 1945 besetzten Gebieten

### Außereuropäische Länder
Israel
- Liste der Synagogen in der Altstadt von Jerusalem

USA
- Liste von Synagogen in San Francisco

Afrika
- Liste der Synagogen in Afrika

## Formal
Herkunft
- Liste sephardischer Synagogen

Architektur
- Liste von Choral-Synagogen
- Liste von Holzsynagogen

Lage
- Liste von Landsynagogen